# Viktor Hermann Klette
Karl Viktor Hermann Klette, auch Victor Carl Hermann Klette (* 2. September 1883 in Zwickau; † nach 1927), war ein deutscher Baumeister, Architekt und Nordischer Kombinierer.

## Leben

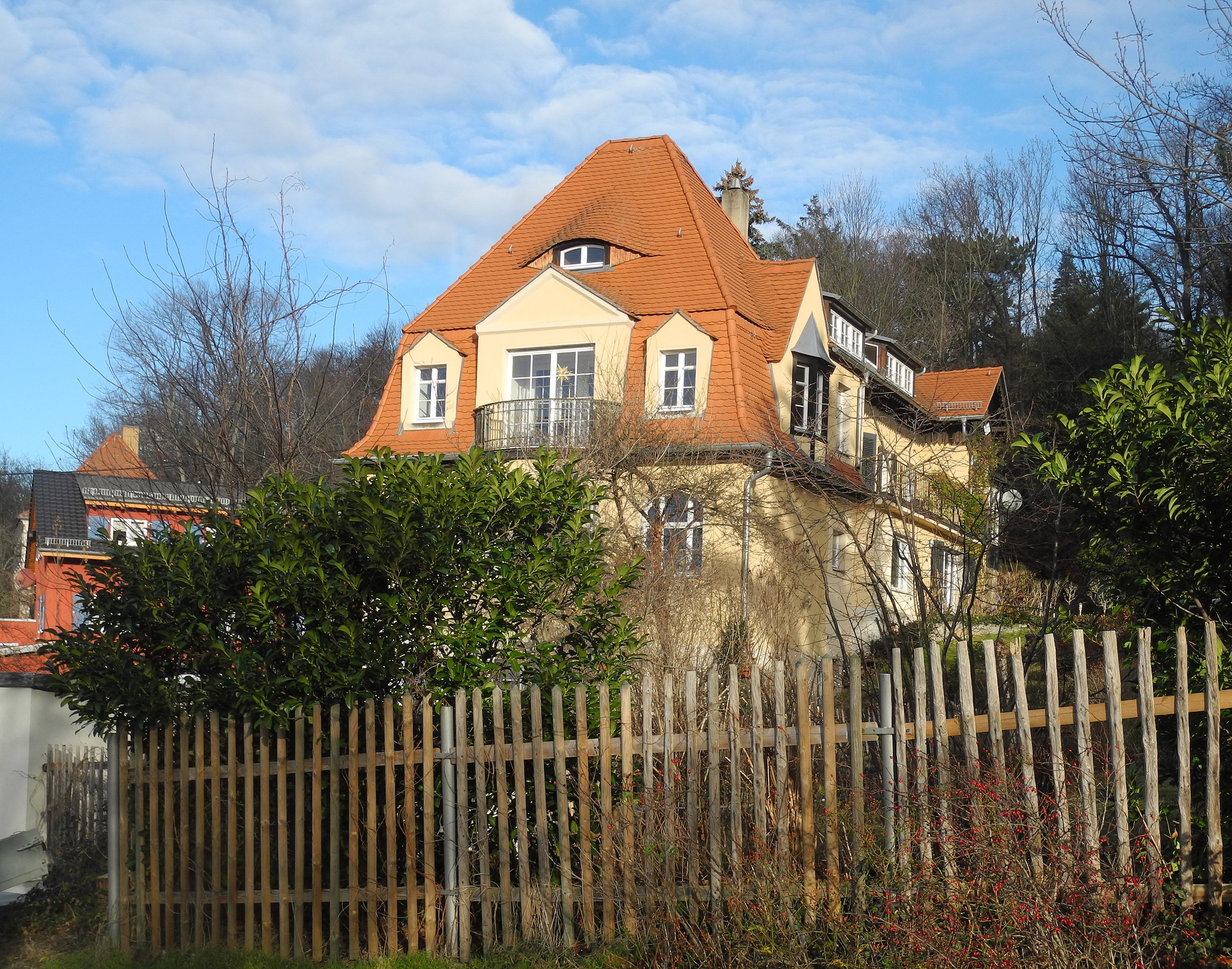
Elternhaus von Karl Viktor Hermann Klette

Er war der Sohn des Bauingenieurs und Baubeamten Hermann Klette und dessen Ehefrau Clara Elisabeth Klette, geb. Helm (* 20. Mai 1854; † 3. Februar 1917 in Dresden), und wuchs ab 1898 in der elterlichen Villa Kotzschweg 12 in Loschwitz auf. Nach dem Schulbesuch schlug er eine Ausbildung zum Architekten und Baumeister ein. 
Bei den ersten Meisterschaften des Sächsischen Skiverbandes in Altenberg (Erzgebirge) errang er den von König Friedrich August von Sachsen gestifteten Königspokal für den Dresdner Skiklub, für den er startete. Er gewann den Internationalen Langlauf über 12 km und den Internationalen Sprunglauf mit zwei gestandenen Sprüngen, davon der weiteste 10,4 m.
Am 30. und 31. Januar 1909 stellte er sich in Oberwiesenthal bei der 2. Sächsischen Meisterschaft erneut der internationalen Konkurrenz, hatte aber gegen die zahlreich angetretenen Wintersportler aus Norwegen diesmal keine Chance. Wenig später zog er sich aus dem aktiven Wintersport zurück und widmete sich nur noch seinem Beruf als Baumeister.
1910 lebte er in Wachwitz bei Dresden, wo er durch die Heirat mit Anita Helene Margarethe Seck eine eigene Familie gründete. Die Ehe wurde 1926 in Bad Heilbrunn in Bayern geschieden.